# Gnuszyn
Gnuszyn – wieś sołecka w Polsce położona w województwie wielkopolskim, w powiecie międzychodzkim, w gminie Chrzypsko Wielkie.

## Położenie
Miejscowość leży na terenie Sierakowskiego Parku Krajobrazowego.

## Historia
Wieś pierwotnie związana była z Wielkopolską. Ma metrykę średniowieczną i istnieje co najmniej od końca XIII wieku. Wymieniona pierwszy raz w łacińskim dokumencie z 1387 jako „Gnusszino”, 1388 „Gnusyna”, 1391 „Gnuszino”, 1396 „Gnusino”, 1403 „Gruszina”, 1428 „Gnuschyna”, 1457 „Gnosszyn”.
Miejscowość była początkowo wsią szlachecką należącą do lokalnej szlachty wielkopolskiej z rodu Gnuszyńskich, którzy od nazwy miejscowości przyjęli odmiejscowe nazwisko), a później także do Gorzyńskich, Łowęckich. W 1464 leżała w powiecie poznańskim Korony Królestwa Polskiego. W 1411 leżała w parafii Chrzypsko Wielkie, a w 1411 do parafii Psarskie.
W latach 1387–1399 dokumenty sądowe odnotowały w kilku procesach Stanisława Gnuszyńskiego z Gnuszuna. W  1388 w imieniu swoich bratanków toczył spór o dokument znajdujący się w posiadaniu Łękomira z Niegolewa. W 1391 wygrał proces z Maciejem Świętopełkowiczem zwanym Jadem z Bądlina (obecnie Bąblin) o 10 grzywien oraz wwiązanie w majętności w części wsi Bądlin. W 1396 Stanisław Gnuszyński pozwał Dobiesława Kwileckiego z powodu zniszczenia młyna znajdującego się we wsi lub w okolicy Gnuszyna i ukazał woźnemu sądu ziemskiego dowody w postaci połamanego żelaza oraz przeciętego wału.
W 1464 Szczepan Gnuszyński zapisał żonie Dobce po 200 grzywien posagu oraz wiana na połowie wsi Gnuszyn. W 1471 kupił on od brata Jana za kwotę 100 grzywien część Gnuszyna, która Janowi przypadła w podziale majątku. W 1472 Stanisław z Gnuszyna zakupił część Gnuszyna za 90 grzywien od brata Jakuba, który był kapłanem. W 1476 Stanisław Gnuszyński zapisal Piotrowi mieszczaninowi z Szamotuł 3 grzywny czynszu z prawem wykupu za 36 grzywien na części Gnuszyna.
Miejscowość odnotowano również w historycznych rejestrach poborowych. W 1478 wieś zalegała z podatkami. W 1508 miał miejsce pobór z 10 łanów oraz jednego wiardunku od młyna. W 1509 pobrano podatki od 10 łanów, młyna i karczmy. W 1563 pobór odbył się od 11 łanów, młyna korzecznego czyli młyna zwanego „Zapłotny Młyn” zasilanego wodą z rzeki stojącego na gruncie wsi Nojewo, który miał jedno koło oraz od karczmy. W 1564 we wsi bylo 11 łanów. W 1577 pobór ze wsi zapłacił Wojciech Gorzyński. W 1580 Dorota Gorzyńska zapłaciła pobór od 4 łanów, 4 zagrodników, jednego komornika, 30 owiec oraz rzemieślnika budowlanego (oryg. łac. „architector”). Natomiast Jan Łowęcki zapłacił pobór podatkowy ze wsi od 4 łanów, 3 zagrodników, jednego komornika oraz 1/4 łana karczmarskiego oraz od młyna o jednym kole.
W wyniku II rozbioru Rzeczypospolitej w 1793, miejscowość przeszła w posiadanie Prus i jak cała Wielkopolska znalazła się w zaborze pruskim. Pod koniec XIX wieku wieś liczyła 13 domostw i 146 mieszkańców, a majątek 8 dymów i 114 mieszkańców. Właścicielem dóbr był wtedy Ludwik Wilczyński.
W latach 1975–1998 miejscowość administracyjnie należała do województwa poznańskiego.
W Gnuszynie znajduje się zabytkowy zespół dworski, na który składa się dwór z 1906 roku i park z przełomu XIX i XX wieku.